# Le Matador ou Couple en costume espagnol avec deux perroquets
Le Matador ou Couple en costume espagnol avec deux perroquets est une peinture à l'huile sur bois (26 × 35,2 cm) du peintre italien Giovanni Boldini. Il fait partie de la collection d'art Banca Carige à Genève en Suisse.

## Histoire
Le Matador est très proche par son sujet de La Sérénade ou La Joueuse de guitare peinte par Boldini en 1872. Il est réalisé bien avant le premier voyage en Espagne de l'artiste, qui aura lieu en 1889. Les représentations folkloriques et pittoresques de l'Espagne ont été introduites dans le répertoire de la maison Goupil à laquelle appartient Boldini, par l'artiste catalan Mariano Fortuny y Madrazo, très à la mode depuis son arrivée à Paris en 1866, et même en passe de détrôner le maître de la peinture de genre, Ernest Meissonier.
Ce type d'œuvres, chaleureuses et insouciantes, jouent alors auprès du public un rôle analogue aux scènes de genre en costumes du XVIIIe siècle, y ajoutant une pointe d'exotisme et de sensualité.

## Analyse
Boldini admire aussi bien Fortuny que Meissonier : on y retrouve la même peinture éclatante, la même minutie dans le décor et les costumes, en particulier dans l'habit de lumières du torero et la mantille de la jeune femme. La distraction des personnages, causée par le jeu des deux perroquets sur leur perchoir, souligne la légèreté du sujet.
Ce tableau, tout comme La Sérénade, se caractérise par l'attention accordée au détail et à la restitution précise des costumes d'époque, exigeant du peintre habileté et virtuosité technique.